# Gerard van Swieten
Gerard van Swieten (Leiden; 7 de mayo de 1700-Viena; 18 de junio de 1772) fue un médico neerlandés.

## Biografía
Van Swieten nació en Leiden. Fue un gran discípulo de Hermann Boerhaave y en 1745 llegó a ser el médico personal de la emperatriz María Teresa de Austria. En esta posición implantó una transformación en el servicio sanitario austriaco y en la educación universitaria de la medicina. Introdujo la primera formación por experimentación y la observación en medicina clínica en su país. Contrató médicos para los hospitales y para las provincias. En Viena fue elegido director de la Biblioteca de la corte y allí impartió sus conferencias, sobre todo de fisiología. Creó un elegante jardín botánico y un laboratorio de química, que fueron dirigidos por Nikolaus Joseph von Jacquin. Amplió la obra de su maestro y explicó sus aforismos. Se ocupó de la anatomía, la patología y mejoró el tratamiento de las enfermedades venéreas, creando un licor que trataba la sífilis. Reorganizó las universidades de Praga y Friburgo en sus Facultades de medicina. Además mejoró la situación de los recluidos en manicomios, y de los huérfanos.
Por encargo de la emperatriz María Teresa, investigó casos en territorios del este del imperio y en su informe de 1755 aseguró que los vampiros no eran reales, que la creencia en los mismos era superticiosa e irracional, apoyándose con argumentos científicos con base en lo cual la emperatriz prohibió mediante un edicto las profanaciones de tumbas, el estacamiento, decapitación y quema de cadáveres sospechosos de ser vampiros, prácticas comunes de ese tiempo. 
Le gustaba investigar todo tipo de temas y se esfuerza en encontrar los métodos científicos y racionales para juzgar tanto casos misteriosos como libros religiosos. Nunca soportó la censura, desdeñando a los jesuitas, que eran los que más censuraban sus investigaciones y experimentos.
Sabía varias lenguas, ayudó a los pobres del imperio y gestionó muchos estudios de estudiantes con talento para la medicina. 
Fue padre de Gottfried van Swieten, patrón de Haydn, Mozart y Beethoven.
Un género de caoba fue denominado con su nombre, Swietenia, por Nikolaus Joseph von Jacquin.

## Obras
- Diss. de arteriae fabrica et efficacia in corpore humano (consiguió su doctorado con este libro en 1725).
- Commentaria in Hermanni Boerhaave aphorismos de cognoscendis et curandis morbis (5 partes, 1742-1772).
- Constitutiones epidemicae (2 volúmenes, 1782).